# Kisbárkány
Kisbárkány es un pueblo ubicado en el condado de Nógrád, Hungría.

## Superficie
Posee una superficie de 8,03 kilómetros cuadrados.

## Demografía
Hasta 2021 la población era de 118 habitantes, con una densidad de población de 14,69 habitantes por kilómetro cuadrado.